# グーフィーのハワイの休日
『グーフィーのハワイの休日』（グーフィーのハワイの休日、原題：Hello,Aloha）は、ウォルト・ディズニー・プロダクション（現：ウォルト・ディズニー・カンパニー）が製作した1952年2月19日公開のアニメーション短編映画作品。グーフィーの短編映画シリーズの37作目である。

## あらすじ
上司に怒鳴られるわ、一息の休みも無いわの仕事に追われるという都会生活に嫌気をさしたグーフィーは、何もかも捨ててハワイで新たな生活を送ろうとするが・・・。

## スタッフ
- 製作：ウォルト・ディズニー
- 監督：ジャック・キニー
- 作画：ジョージ・ニコラス、エド・アーダル
- 脚本：ミルト・シェーファー、ディック・キニー
- 背景：アート・ライリー
- 音楽：ジョセフ・Ｓ・デュビン

## キャスト
| キャラクター | 原語版             | 旧吹き替え版 | 新吹き替え版 |
| ------------ | ------------------ | ------------ | ------------ |
| グーフィー   | ピント・コルヴィグ | 小山武宏     | 島香裕       |
| 上司         |                    |              |              |
| ナレーション |                    | 江原正士     | 大平透       |